# Kanton Valbonnais
Valbonnais is een voormalig kanton van het Franse departement Isère. Het kanton maakte deel uit van het arrondissement Grenoble. Het werd opgeheven bij decreet van 18 februari 2014, met uitwerking op 22 maart 2015.

## Gemeenten
Het kanton Valbonnais omvatte de volgende gemeenten:
- Chantelouve
- Entraigues
- Lavaldens
- La Morte
- Oris-en-Rattier
- Le Périer
- Siévoz
- Valbonnais (hoofdplaats)
- La Valette
- Valjouffrey

Zij werden opgenomen in het nieuwe kanton Matheysine-Trièves, met uitzondering van de gemeente La Morte die werd opgenomen in het nieuwe kanton Oisans-Romnache